# Asen Zlatarov
Asen Christov Zlatarov (bulharsky Асен Христов Златаров, 4. února 1885 Chaskovo – 22. prosince 1936 Vídeň) byl bulharský biochemik. 

## Začátky
Začal studovat chemii na Sofijské univerzitě a promoval na Ženevské univerzitě. Doktorát získal roku 1908 na Université Grenoble-Alpes ve Francii. Specializoval se na potravinářskou technologii, kterou ho učil Hermann Pauly v Mnichově. Pak se vrátil do Bulharska, za balkánských válek a první světové války sloužil jako vojenský zdravotník, později působil ve vládním výboru pro válečné hospodářství. 

## Vědecké úspěchy
Od roku 1910 přednášel na Sofijské univerzitě, kde se stal roku 1924 docentem a roku 1935 profesorem. V roce 1929 byl zvolen předsedou Svazu bulharských chemiků a zastupoval Bulharsko na světovém chemickém kongresu v Madridu v roce 1933. Spolupracoval se zahraničními odborníky, např. Alejandrem Lipschutzem a Heinrichem Wielandem. Zabýval se výzkumem účinku bulharských sýrů, jogurtu a bozy na lidské zdraví a vznesl požadavek, aby se nauka o správné výživě stala součástí školních osnov. Propagoval pěstování sóji a objevil postup výroby moučky z cizrny, za který získal jako první bulharský chemik v historii mezinárodní patent. Je po něm pojmenována Zlatarovova reakce pro detekci kyseliny dusité ve vodě pomocí barviva.

## Veřejná aktivita
Byl významným veřejným činitelem meziválečného Bulharska, věnoval se především zdravotnické osvětě a boji za lidská práva. Přednášel po celém Bulharsku, napsal stovky naučně populárních článků, redigoval odborné časopisy jako Chimija i industrija i edici literatury faktu v nakladatelství Akacija. Angažoval se v organizaci Bulharská lidová námořní dohoda a byl nadšeným radioamatérem. Ve svých esejích usiloval o propojení přírodních věd s filozofií, byl také členem bulharské zednářské lóže a propagátorem bezmasé stravy. Ve volném čase psal poezii a prózu, přispíval do časopisu o umění Zlatorog. Byl členem bulharského PEN klubu a literární skupiny Strelec, vítal Rabíndranátha Thákura při jeho návštěvě Bulharska. 
Zlatarov byl členem Bulharské sociálnědemokratické dělnické strany, na jeho levicovou orientaci měla zásadní vliv osobní známost s Jeanem Jaurèsem. Na pozvání Fjodora Raskolnikova navštívil Sovětský svaz, po návratu vydal knihu Demokracie nebo diktatura, v níž ostře odsoudil stalinismus. Po nástupu Hitlera k moci založil s Antonem Strašimirovem a Ekaterinou Karavelovou Výbor na ochranu židů. Byl také autorem návrhu, aby bylo město Orchanie přejmenováno na Botevgrad na počest Christo Boteva.
V Burgasu je po něm pojmenována Univerzita Asena Zlatarova. Objevil se také mezi stovkou osobností v anketě Velcí Bulhaři. 